# 曼苏尔·赫克马特

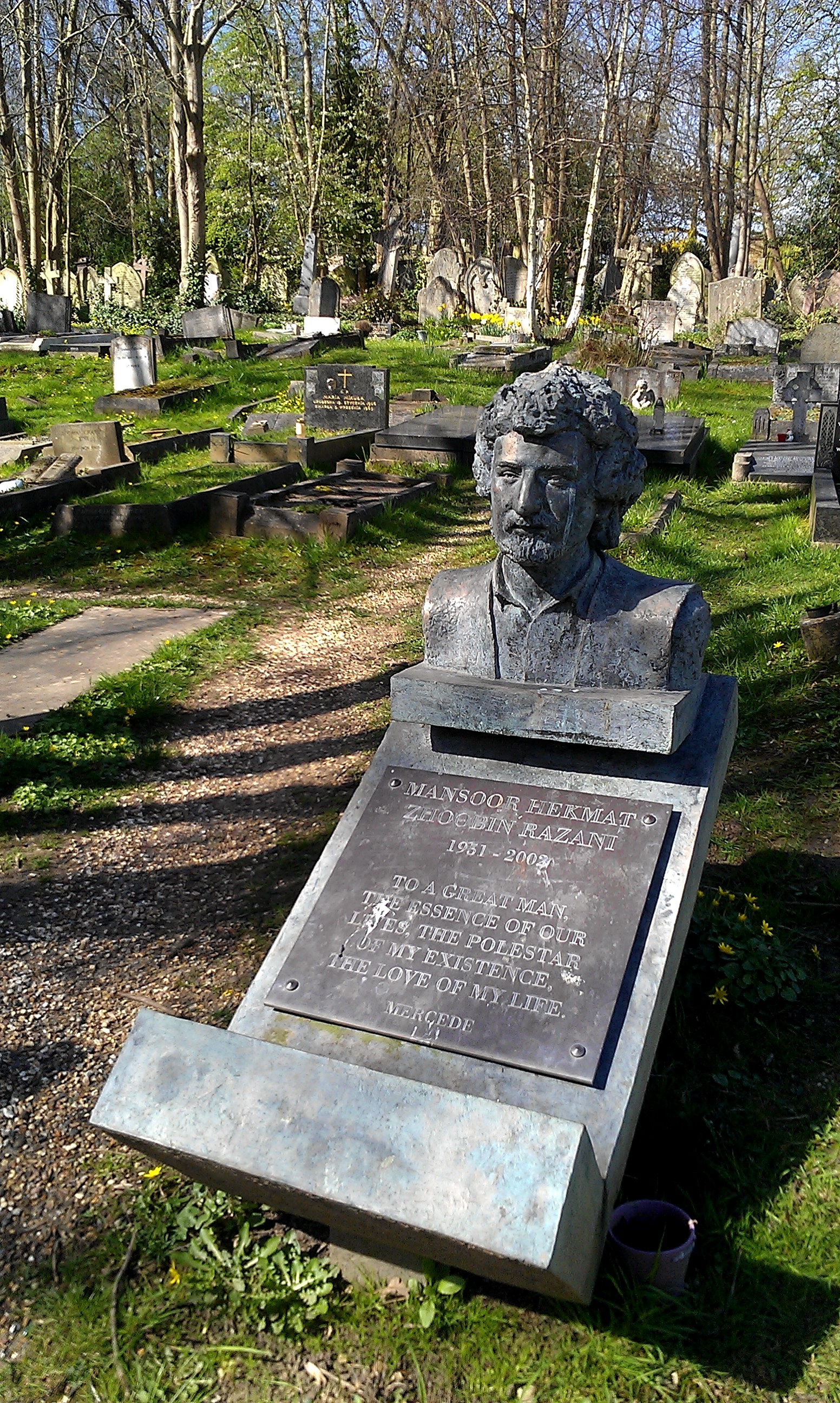
曼苏尔·赫克马特之墓，位于英国伦敦海格特公墓

曼苏尔·赫克马特（羅馬化：Mansoor Hekmat；1951年6月4日—2002年7月4日），原名朱宾·拉扎尼（ژوبین رازانی，Zhoobin Razani），是伊朗的一位马克思主义理论家、革命家。他提出了“工人共产主义”理论。

## 生平
赫克马特出生于德黑兰，后搬到设拉子，并在设拉子大学取得经济学学位，随后前往英国，在巴斯大学取得硕士学位。1973年，他搬到伦敦，开始在伦敦大学伯贝克学院攻读博士学位，导师是马克思主义理论家本·芬恩。在此期间，赫克马特成为批判者，反对他所认为的对共产主义的扭曲版本，包括苏联共产主义、中国共产主义、游击战运动、社会民主主义、托洛茨基主义和左翼民族主义。
1979年，他创建共产主义战斗者联盟，并参与1979年伊朗革命——革命的标志之一是工人委员会的建立。与大多数伊朗左翼不同，他拒绝效忠伊斯兰主义和伊朗最高领袖鲁霍拉·穆萨维·霍梅尼，并谴责“进步民族资产阶级的神话”。
由于伊朗神权当局对政治反对派的压制不断加剧，赫克马特于1982年逃亡至库尔德斯坦。他领导的共产主义战斗者联盟随后与一个具有毛主义背景的库尔德人组织科马拉合并为以革命马克思主义为基础的伊朗共产党。1991年，赫克马特和其他一些伊朗共产党成员退党，另立伊朗工人共产党，并领导该党直至去世。他还帮助建立伊拉克工人共产党。
2002年，赫克马特因癌症在英国的一家医院去世。他的墓地位于伦敦海格特公墓，距离卡尔·马克思的墓地仅几米之遥。
他的妻子是政治活动家阿扎尔·马杰迪。